# Бетюн, Франсуа-Гастон де
Франсуа-Гастон де Бетюн (фр. François-Gaston de Béthune; 13 мая 1638, Сель-сюр-Шер — 4 октября 1692, Стокгольм), граф де Сель и де Моро, маркиз де Шабри, называемый маркизом де Бетюн — французский военный деятель и дипломат.

## Биография
Четвертый сын Ипполита де Бетюна, графа де Сель, маркиза де Шабри, и Анн-Мари де Бовилье.
Участвовал в завоевании Валлонской Фландрии в 1667 году, командуя пехотным полком.
В 1671 году был чрезвычайным послом в Пфальце, где подписал брачный контракт между Филиппом Орлеанским и принцессой Елизаветой Шарлоттой.
В 1672 году участвовал в кампании в Голландии, был губернатором и главнокомандующим в Клеве. В одном из столкновений попал в плен.
В 1674 был направлен чрезвычайным послом в Польшу с поздравлениями Яну Собескому по случаю восшествия на престол. По возвращении был пожалован в рыцари орденов короля (22.12.1675). Людовик XIV поручил Бетюну передать цепь ордена Святого Духа польскому королю. Церемония состоялась 30 ноября 1676 в Жолкве. В том же году стал ординарным послом в Польше. Оставался на этом посту до 1680 года.
Венграм, просившим дать им короля из членов его семьи, Ян Собеский предложил кандидатуру Бетюна, доводившемуся ему свояком, и имевшего солидную репутацию, и обещал свою поддержку, но проект провалился из-за интриг Венского двора.
В 1686 году снова назначен чрезвычайным послом в Польшу. Его коллега имперский посол граф фон Тун опубликовал письма, оскорбительные для чести Франции и ее короля. Бетюн вызвал его на дуэль, но общие друзья помешали поединку, а вскоре Тун был отозван.
Франсуа-Гастон оставался в Польше до 1691 года, затем был направлен чрезвычайным послом в Швецию, где и умер в следующем году.

## Семья
Жена (11.12.1668): Мари-Луиза де Лагранж д'Аркьен (28.06.1638—11.11.1728), камер-фрейлина королевы Марии Терезии, дочь Анри-Альбера де Лагранжа, маркиза д'Аркьен, и Франсуазы де Лашатр, сестра польской королевы Марии Казимиры
Дети:
- Луи (ум. 13.08.1704), маркиз де Бетюн. Губернатор Роморантена, капитан в кавалерийском полку Монперу, затем кампмейстер Королевского кавалерийского полка. Убит во Втором Гохштедтском сражении. Был холост
- Луи-Мари-Виктор (ум. 19.12.1744), граф де Бетюн. Жена 1) (18.03.1708): Генриетта д'Аркур де Бёврон (1679—6.08.1714), дочь Франсуа д'Аркура, маркиза де Бёврона, и Анжелики Фабер, маркизы де Ла-Мейере, виконтессы де Лильбонн; 2) (контракт 17.09.1715): Мари-Франсуаза Потье (р. 5.12.1697), дочь Франсуа-Бернара Потье, герцога де Трема, и Мадлен-Луизы-Женевьевы де Сегльер де Буафран
- Мари-Кристин-Катрин (8.1677—1721). Муж 1) (22.05.1690): князь Станислав Казимир Радзивилл (1648—1690), маршалок великий Литовский; 2) (1692): Александр Павел Сапега (1672—1734), надворный маршалок Литовский
- Жанна-Мари (ум. 10.04.1744). Муж (6.02.1693, Гродно): Ян Станислав Яблоновский (1669—1731), воевода Волынский и Русский